# رالف آدامز کرام
رالف آدامز کرام (به انگلیسی: Ralph Adams Cram) متولد ۱۸۶۳ در نیوهمپشر، معمار قرن نوزده و بیستم آمریکا بود.
او که دکترا از دانشگاه پرینستون داشت، بمدت ۷ سال ریاست دانشکده معماری دانشگاه‌ام آی تی را بر عهده داشت.
سبک او گوتیک جدید بود (به انگلیسی: Gothic revivalist) و متاثر از معمارانی چون جان راسکین بود.
او در ۱۹۴۲ فوت کرد و آثار زیادی از خود بر جای گذاشت، از جمله ساختمان اصلی آکادمی نظامی وست‌پوینت.